# Ендрю Драйвер
Ендрю Драйвер (англ. Andrew Driver; нар. 21 листопада 1987, Олдем) — шотландський і англійський футболіст, що грав на позиції півзахисника, зокрема, за шотландський «Гартс» та молодіжну збірну Англії.

## Клубна кар'єра
Народився 21 листопада 1987 року в Олдемі. Вихованець футбольної школи единбурзький «Гартс». Дорослу футбольну кар'єру розпочав 2004 року в основній команді того ж клубу, в якій провів дев'ять сезонів, взявши участь у 143 матчах чемпіонату. 
Згодом у 2013-2014 рік роках грав у США за «Х'юстон Динамо», після чого повернувся до Шотландії, провівши 2015 року одну гру за «Абердин».
Завершував ігрову кар'єру у Нідерландах, де протягом 2015—2018 років виступав за «Де Графсхап».

## Виступи за збірні
2002 року дебютував у складі юнацької збірної Шотландії (U-16), загалом на юнацькому рівні взяв участь у 4 іграх, відзначившись одним забитим голом.
Згодом прийняв пропозицію захищати кольори Англії і 2009 року залучався до складу молодіжної збірної Англії, за яку провів одну гру. У її складі ставав срібним призером молодіжного Євро-2009.